# HiWish

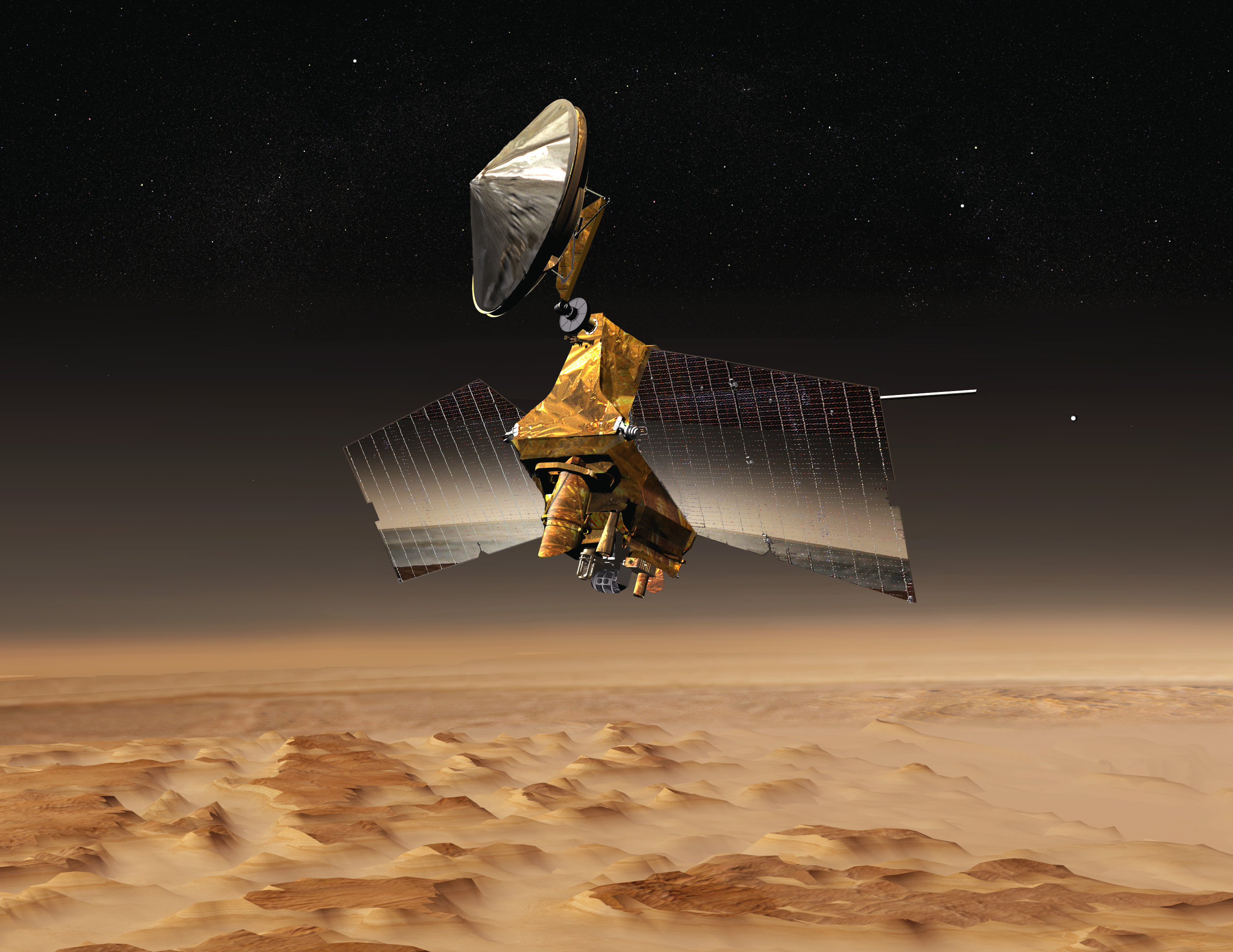
Орбитальный аппарат Mars Reconnaissance Orbiter.

HiWish — программа NASA, в соответствии с которой любой желающий может высказать пожелание сотрудникам NASA сфотографировать тот или иной участок поверхности Марса. Программа HiWish стартовала в январе 2010 года. Первые снимки в рамках программы были получены в апреле 2010 года. Фотосъёмку поверхности проводит орбитальный аппарат Mars Reconnaissance Orbiter камерой высокого разрешения HiRISE, максимальное разрешение снимков которой достигает 25 см на пиксель. Из-за таких возможностей и широкой доступности полученных снимков практически сразу после получения, камера HiRISE получила прозвище «Народная» (The People's Camera).
Высказать пожелание снять той или иной участок поверхности Марса в рамках программы HiWish можно на её сайте http://www.uahirise.org/hiwish